# Grand Prix Formule 1 van de Verenigde Staten 1959
De Grand Prix Formule 1 van de Verenigde Staten 1959 werd gehouden op 12 december op de Sebring International Raceway in Sebring (Florida). Het was de negende en laatste race van het seizoen. 

## Uitslag
| Pos. | Nr. | Coureur             | Constructeur             | Rondes | Tijd / Oorzaak uitval | Grid | Punten |
| ---- | --- | ------------------- | ------------------------ | ------ | --------------------- | ---- | ------ |
| 1    | 9   | Bruce McLaren       | Cooper-Climax            | 42     | 2:12:35.7             | 10   | 8      |
| 2    | 6   | Maurice Trintignant | Cooper-Climax            | 42     | + 0.6                 | 5    | 7S     |
| 3    | 2   | Tony Brooks         | Ferrari                  | 42     | + 3:00.9              | 4    | 4      |
| 4    | 8   | Jack Brabham        | Cooper-Climax            | 42     | + 4:57.3              | 2    | 3      |
| 5    | 10  | Innes Ireland       | Lotus-Climax             | 39     | + 3 Rondes            | 9    | 2      |
| 6    | 4   | Wolfgang von Trips  | Ferrari                  | 38     | Motor                 | 6    |        |
| 7    | 17  | Harry Blanchard     | Porsche                  | 38     | + 4 Rondes            | 16   |        |
| NF   | 3   | Cliff Allison       | Ferrari                  | 23     | Transmissie           | 11   |        |
| NF   | 12  | Roy Salvadori       | Cooper-Maserati          | 23     | Transmissie           | 11   |        |
| NF   | 1   | Rodger Ward         | Kurtis Kraft-Offenhauser | 20     | Koppeling             | 19   |        |
| NF   | 14  | Alejandro de Tomaso | Cooper-OSCA              | 13     | Remmen                | 14   |        |
| NF   | 5   | Phil Hill           | Ferrari                  | 8      | Koppeling             | 8    |        |
| NF   | 15  | Fritz d'Orey        | Tec-Mec-Maserati         | 6      | Olielek               | 17   |        |
| NF   | 7   | Stirling Moss       | Cooper-Climax            | 5      | Transmissie           | 1    |        |
| NF   | 19  | Harry Schell        | Cooper-Climax            | 5      | Koppeling             | 3    |        |
| NF   | 16  | George Constantine  | Cooper-Borgward          | 5      | Oververhitting        | 15   |        |
| NF   | 11  | Alan Stacey         | Lotus-Climax             | 2      | Koppeling             | 12   |        |
| NF   | 18  | Bob Said            | Connaught                | 0      | Ongeluk               | 13   |        |
| NS   | 22  | Phil Cade           | Maserati                 |        |                       |      |        |

## Statistieken
| Pole-position | Stirling Moss       | Cooper-Climax | 3:00.0 |
| Snelste ronde | Maurice Trintignant | Cooper-Climax | 3:05.0 |

## Noot
- Dit was het debuut voor de Amerikaanse coureurs Harry Blanchard, Phil Cade, George Constantine en Bob Said.
- Eerste snelste ronde voor Maurice Trintignant.
- Eerste ronde als raceleider en Grand Prix-winst voor Bruce McLaren en voor een Nieuw-Zeelandse coureur.
- Eerste van drie wereldtitels voor Jack Brabham en voor een Australische coureur. Brabham was de vijfde coureur die wereldkampioen werd.

Grand Prix Formule 1 van de Verenigde Staten: 1908 · 1910 · 1911 · 1912 · 1914 · 1915 · 1916 · 1959 · 1960 · 1961 · 1962 · 1963 · 1964 · 1965 · 1966 · 1967 · 1968 · 1969 · 1970 · 1971 · 1972 · 1973 · 1974 · 1975 · 1976 · 1977 · 1978 · 1979 · 1980 · 1989 · 1990 · 1991 · 2000 · 2001 · 2002 · 2003 · 2004 · 2005 · 2006 · 2007 · 2012 · 2013 · 2014 · 2015 · 2016 · 2017 · 2018 · 2019 · 2021 · 2022 · 2023 · 2024 · 2025 · 2026

Indianapolis 500: 1950 · 1951 · 1952 · 1953 · 1954 · 1955 · 1956 · 1957 · 1958 · 1959 · 1960

Grand Prix Formule 1 van de Verenigde Staten West: 1976 · 1977 · 1978 · 1979 · 1980 · 1981 · 1982 · 1983

Grand Prix Formule 1 van Las Vegas: 1981 · 1982 · 2023 · 2024 · 2025

Grand Prix Formule 1 van de Verenigde Staten Oost: 1982 · 1983 · 1984 · 1985 · 1986 · 1987 · 1988

Grand Prix Formule 1 van Dallas: 1984

Grand Prix Formule 1 van Miami: 2022 · 2023 · 2024 · 2025 · 2026 · 2027 · 2028 · 2029 · 2030 · 2031 · 2032 · 2033 · 2034 · 2035 · 2036 · 2037 · 2038 · 2039 · 2040 · 2041